# Caenotropus labyrinthicus
Caenotropus labyrinthicus es una especie de peces de la familia Chilodontidae en el orden de los Characiformes.

## Morfología
Los machos pueden llegar alcanzar los 15,2 cm de longitud total.
- Número de  vértebras: 31-33.[1][2]

## Hábitat
Vive en zonas de clima tropical (24 °C-27 °C). 

## Distribución geográfica
Se encuentran en Sudamérica: ríos  Amazonas, Orinoco,  Rupununi,  Surinam,  Saramacca y  Parnaíba.